# Đảo chính Myanmar 1962
Đảo chính Miến Điện năm 1962 vào ngày 2 tháng 3 năm 1962 đánh dấu sự khởi đầu của chế độ độc đảng và sự thống trị chính trị của quân đội ở Miến Điện (nay là Myanmar) kéo dài 26 năm.  Trong cuộc đảo chính, quân đội đã thay thế AFPFL- chính phủ dân sự, do Thủ tướng U Nu đứng đầu, bằng Hội đồng Cách mạng hiệp, do Tướng Ne Win làm Chủ tịch. 
Trong 12 năm đầu tiên sau cuộc đảo chính, Miến Điện được cai trị dưới chế độ thiết quân luật và chứng kiến sự mở rộng đáng kể vai trò của quân đội trong nền kinh tế, chính trị quốc gia và bộ máy hành chính nhà nước.  Theo hiến pháp năm 1974, Hội đồng Cách mạng chuyển giao quyền lực cho chính phủ dân cử, bao gồm một đảng duy nhất, Đảng Chương trình Xã hội Chủ nghĩa Miến Điện, được thành lập bởi hội đồng vào năm 1962. Chính phủ được bầu vẫn kết hợp giữa dân sự và quân sự, cho đến ngày 18 tháng 9 năm 1988,  khi quân đội một lần nữa nắm quyền với tên gọi Hội đồng khôi phục trật tự và luật pháp Nhà nước (sau đó được đổi tên thành Hội đồng Hòa bình và Phát triển Nhà nước) sau Cuộc nổi dậy 8888 trên toàn quốc và ảo. phá vỡ chế độ xã hội chủ nghĩa.  Chính quyền quân sự giữ quyền lực trong 23 năm cho đến năm 2011, sau đó quyền lực được chuyển giao cho Đảng Liên minh Đoàn kết và Phát triển.